# 大加蚋堡
大加蚋，又作大嘉臘、大佳蚋、大佳蠟、大加臘，是台灣北部自清治時期至日治初期台北盆地中心的一個行政區劃，其幅員遼闊，包括今臺北市市區大部分地區：萬華區北半部，大同區、中山區大直以外區域、中正區、大安區、松山區、信義區及南港區。

## 概述
「大嘉臘」、「大佳蠟」、「大加蚋」據傳名稱來自於平埔族語凱達格蘭語中的加蚋魚（Kala）；又傳Tagal原指沼澤；陸傳傑推想此名是以闽語音譯「凱達格蘭 」，依當時北部平埔語普遍慣例，音節省略不譯。大加蚋為今臺北市萬華區新店溪沿岸一帶平原，原為平埔族「雷里社」或「龍匣社」生活範圍，1727年《雍正台灣輿圖》記為「大加臘社」、「雷裡社」、「了阿社」等。1709年墾號陳賴章請准開墾大嘉臘草地，三十年內已成漢人聚落，設為「大嘉臘保」。:54-59,84-93推定1820年代繪製的《台灣里堡圖》記為「大加臘保」。而後更以大加蚋一詞作為堡名，稱「大加蚋堡」。
隨著大加蚋成為堡名，其所指範圍日漸增大。清道光年間已轄有艋舺街、三板橋庄、古亭村、大灣庄、林口庄、上陂頭庄、錫口街、新南庄、南港仔街、搭搭悠庄、東勢庄、圭母卒庄、大隆同街等聚落。
日治時期1920年廢大加蚋堡。將大稻埕、臺北城劃歸臺北市，松山及南港併入七星郡，大加蚋之名遂淡出記憶。

## 清同治年間管轄街庄
1871年（同治十年），大加臘堡共轄16個庄，包括艋舺下嵌庄、三板橋庄、古亭庄、大灣庄、林口庄、上陂頭庄、錫口街、新南庄、南港仔街、搭搭攸庄、東勢庄、新庄仔庄、奎府聚庄、大隆同庄、社仔庄及溪洲底庄。

## 日治前期管轄街庄
1920年（大正九年），廢除堡里及舊制街庄前，大加蚋堡共轄臺北城內、艋舺、大稻埕（即俗稱的臺北三市街）及另外37個街庄：
- 今中正區境內：臺北城內、崁頂庄、龍匣口庄、古亭村庄、林口庄、三板橋庄
- 今萬華區境內：艋舺、下崁庄
- 今大同區境內：大稻埕、大龍峒街、番仔溝庄
- 今中山區境內：山仔腳庄、牛埔庄、新庄仔庄（西）、中庄仔庄、下埤頭庄、朱厝崙庄、上埤頭庄
- 今大安區境內：大安庄、頂內埔庄、下內埔庄、六張犁庄
- 今松山區境內：錫口街、里族庄、東勢庄、上塔悠庄、下塔悠庄、中崙庄
- 今信義區境內：興雅庄、三張犁庄、五分埔庄、中陂庄
- 今南港區境內：三重埔庄、新庄仔庄（東）、後山陂庄、後山庄、四份仔庄、南港舊庄、南港大坑庄、山猪窟庄

今士林區及內湖區亦有小部分大加蚋轄區，乃因戰後臺北市將番仔溝舊水道以北劃歸臺北縣士林鎮（今士林區社子島連接處），以及1994年因基隆河第二次截彎取直調整區界後，松山區下塔悠大部分被劃入中山區（稱大直重劃區），舊里族東部被劃入內湖區（舊宗路商圈）所致。

## 相關
- 加蚋子 - 原屬大加蚋堡，後改隸擺接堡